# Місіологія
Місіологія – це богословська наука, яка вивчає євангелізаційну діяльність Церкви, а також досліджує способи, якими Церква користується для досягнення цієї цілі. Отож, це богословська рефлексія над місійною діяльністю Церкви, де поєднується і взаємодоповнюється науковий підхід та місійна харизма.

## Три площини діяльності Церковної місії
- Місія стосується тих народів і груп, де Христос і Його Євангеліє є ще не знане або там ще немає достатньо зрілих і зорганізованих християнських спільнот, які б спричинялися до зросту віри і могли б ділитися нею з іншими. Такі місії названі місіями «Ad gentes» (RMis 23).
- Відноситься до тих християнських спільнот, які мають відповідні структури, є активними у діленні вірою та активним християнським життям з іншими, відзначаються свідченням Євангелія у своєму оточенні, а також усвідомлюють свій обов’язок брати участь у виконанні загальної місії Церкви. Це означає звичайне душпастирювання, яке називається «євангелізацією».
- Стосується тих давніх християнських спільнот, які існують в країнах з давньою християнською історією. Часто в цих спільнотах існують цілі групи людей, які втратили віру і є практичними атеїстами. Буває іноді й так, що ці охрещені люди вже не вважають себе членами Церкви і живуть не так, як личить учням Христа. Тут слід застосовувати «нову євангелізацію» або «реєвангелізацію» (RMis 33).[1]